# آرمن آواگیان
آرمن آواگیان (ارمنی: Արմեն Ակոպի Ավագյան؛ ۷ ژوئن ۱۹۶۲) بازیکن فوتبال در پست دروازه‌بان اهل ارمنستان است.

## تیم ملی
وی همچنین در تیم ملی فوتبال ارمنستان بازی کرده‌است. آواگیان نخستین بازی ملی خود را که یک بازی دوستانه بود در تاریخ ۰۴ ژانویه ۱۹۹۷ در وینیا دل مار در مقابل شیلی انجام داده‌است.